# Garküche (Braunschweig)

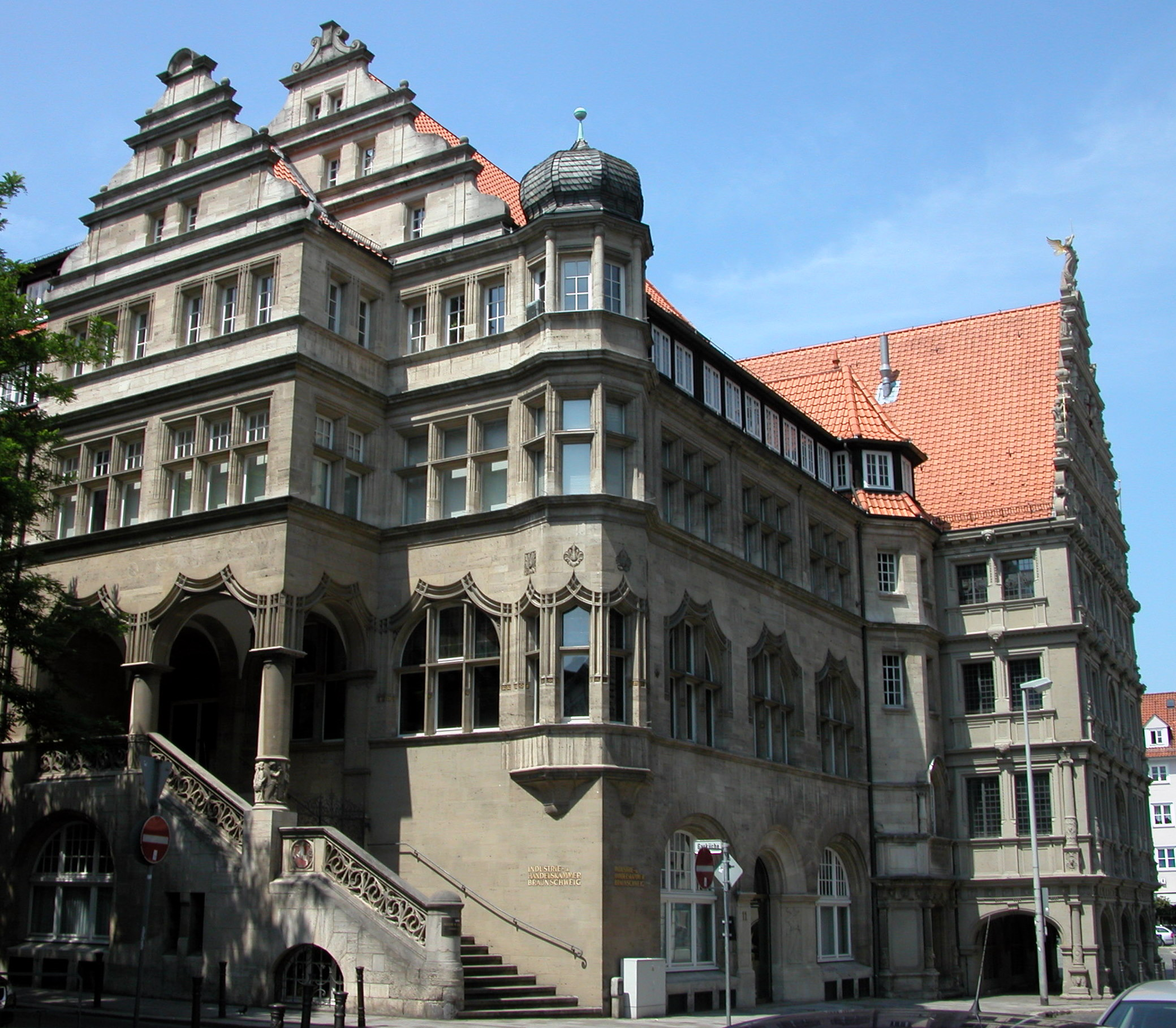
Südostseite der Industrie- und Handelskammer Braunschweig, rechts die Ostfassade des Gewandhauses

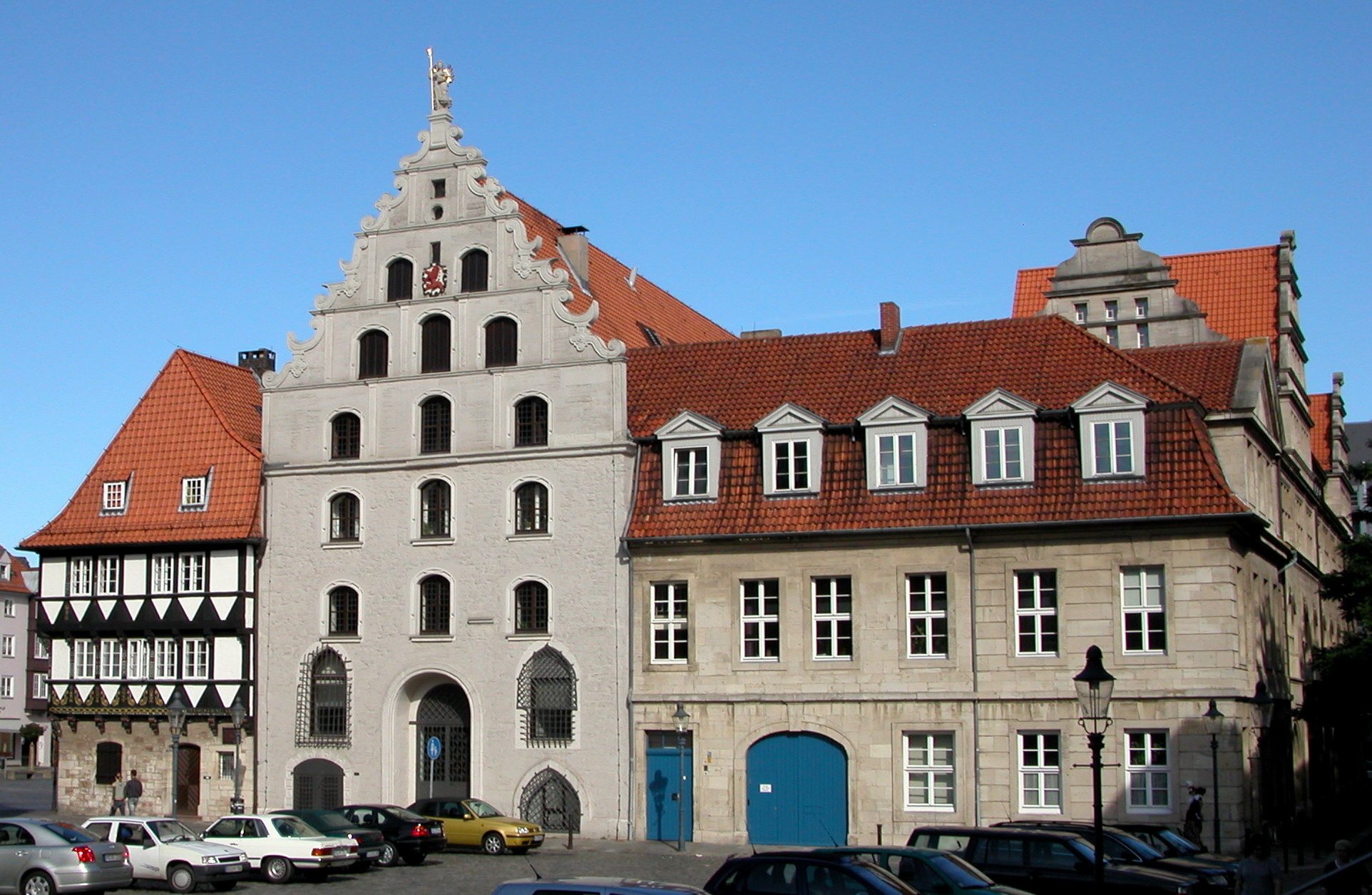
Ostseite der Straße „An der Martinikirche“. Von links nach rechts: Ehemaliges Rüninger Zollhaus, Westfassade des Gewandhauses, ehemaliges Haus des Opfermanns der Martinikirche.

Die Garküche um 1900. Im Hintergrund die Türme der Martinikirche.

Die Garküche ist eine kleine Straße im Weichbild Altstadt in Braunschweig. Sie verbindet die Brabandtstraße mit dem Eiermarkt bzw. der Straße An der Martinikirche und verläuft auf der Südseite des Gewandhauses.

## Geschichte
Die Garküche ist bis in das frühe 14. Jahrhundert – eventuell sogar bis in das Jahr 1291 – nachweisbar. Die darin befindlichen Fachwerkhäuser scheinen mehrheitlich dem Rat der Altstadt gehört zu haben, dies ist zumindest bis in das 18. Jahrhundert für fünf der Häuser belegt.
Um 1330 war die Bezeichnung der Straße achter den schernen, wobei schernen für Scharn stand. 1572 trug die Straße den Namen de garkoken, gefolgt von in Garkuchen im Jahre 1606 und auf der Garküchen 1671, dem Jahr, in dem die Stadt ihre Selbstständigkeit verlor. Seit 1758 heißt sie schließlich Garküche. In welchem Haus sich die namengebende Garküche befand, ist heute allerdings unbekannt.
Die Häuserzeile auf der nördlichen Seite der Garküche grenzte direkt an das Gewandhaus. Bevor dort ab 1907 das Gebäude der Industrie- und Handelskammer Braunschweig nach Plänen des Architekten Georg Lübke entstand, war die Straße mit kleinen Fachwerkhäusern bebaut, deren Nordseiten sich direkt an die Südseite des Gewandhauses anlehnten. Lediglich das letzte Haus in dieser Reihe, das sich an der Ecke Garküche/An der Martinikirche (Nr. 9) befindet, wurde 1794 von Christian Gottlob Langwagen für den Opfermann der Martinikirche aus Stein erbaut. Nachdem das Gebäude während des Zweiten Weltkrieges 1944 durch Bombenangriffe bis auf die Außenmauern fast vollständig zerstört worden war, wurde es 1946 in der Erscheinungsform von 1909 (als es an die neue IHK angebunden wurde) wiedererrichtet. Gegenüber dem von Langwagen erbauten Haus befand sich an der Ecke Garküche/Eiermarkt die seit 1476 belegte „Ratsapotheke“, die heute nicht mehr existiert.